# ميكولا شابارينكو
ميكولا شابارينكو (بالأوكرانية: Шапаренко Микола Володимирович)‏ (4 أكتوبر 1998 في أوكرانيا - ) هو مدرب كرة قدم ولاعب كرة قدم أوكراني في مركز الوسط. لعب مع دينامو كييف ونادي إيليتشيفيتس ماريوبول.

## وصلات خارجية
- ميكولا شابارينكو على موقع الاتحاد الدولي (مؤرشف)  (الإنجليزية)
- ميكولا شابارينكو على موقع الاتحاد الأوربي (الإنجليزية)
- ميكولا شابارينكو على موقع اتحاد أوكرانيا (الإنجليزية)
- ميكولا شابارينكو على موقع قاعدة بيانات كرة القدم.إي يو (الإنجليزية)
- ميكولا شابارينكو على موقع ليكيب (الفرنسية)
- ميكولا شابارينكو على موقع ناشيونال فوتبول تيمز (الإنجليزية)
- ميكولا شابارينكو على موقع Soccerway.com (الإنجليزية)
- ميكولا شابارينكو على موقع عالم كرة القدم.نت (الإنجليزية)